# Rijksweg 8

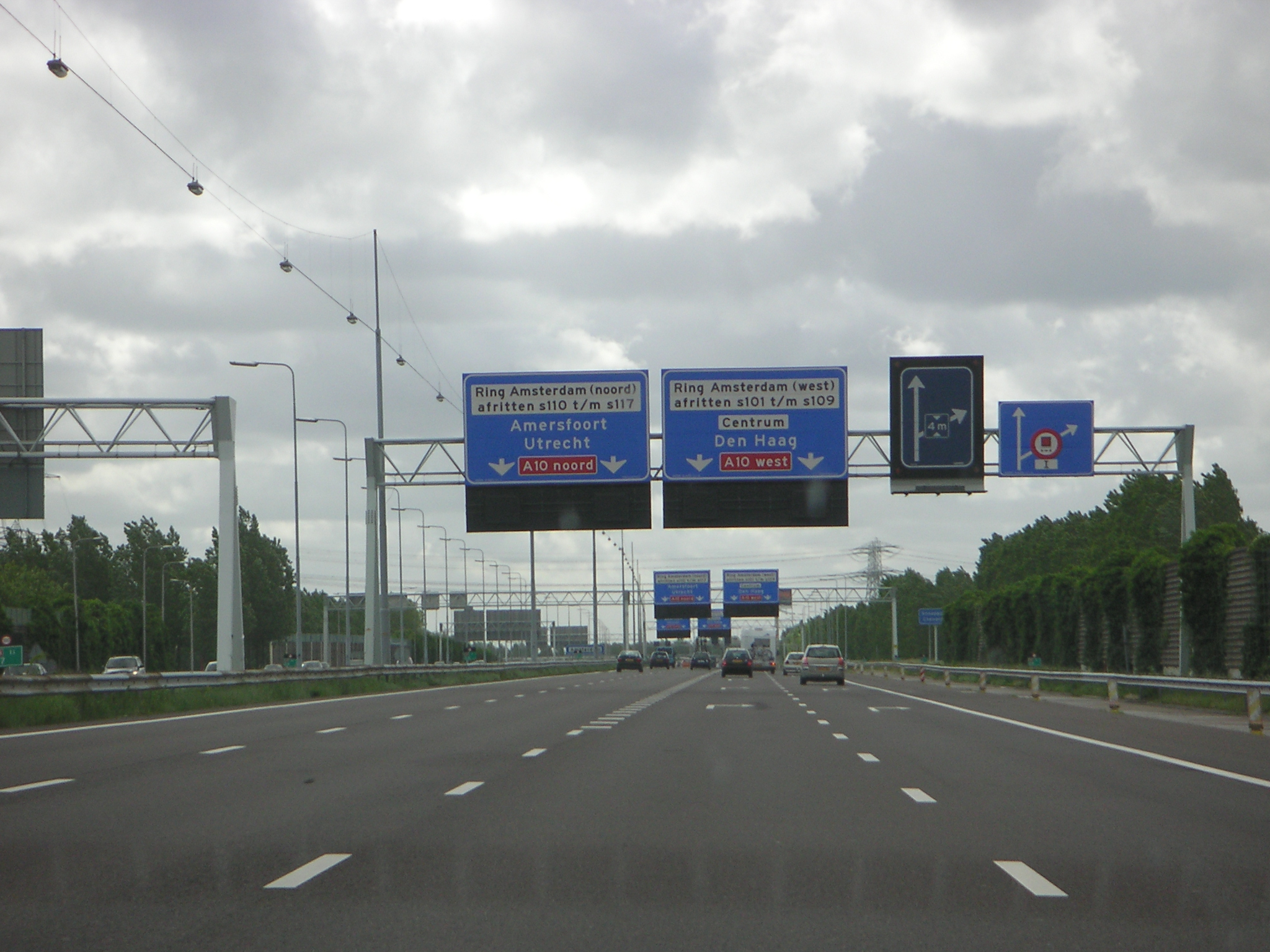
Die A8 am Knooppunt Coenplein in Richtung A10

Der Rijksweg 8 ist eine Autobahn in der Provinz Noord-Holland in den Niederlanden, welche in Ost-West-Richtung verläuft und mit einer Länge von 10 km eine der kürzesten Autobahnen der Niederlande ist. Er beginnt am Knooppunt Coenplein im Norden von Amsterdam und verläuft weiter in Richtung Norden am östlichen Stadtrand von Zaandam vorbei. Kurz darauf endet die Autobahn an der Abfahrt Assendelft. Sie dient im Moment (Stand: 2008) eher als Ortsumgehung der Gemeinde Zaanstad.
Planungen sehen vor, die A8 weiter in Richtung Westen zu verlängern. Die Planungen wurden aber durch die Öl-Krise 1974 zunächst nicht weiter verfolgt. Momentan (Stand: 2010) werden wieder Möglichkeiten geprüft, jedoch zogen sich die Planungen hin, da die Finanzierung nicht gesichert war.
Die A8 wird zurzeit über die N246 und die N203 umgeleitet.